# Estudio (ajedrez)

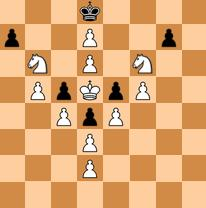
Juegan blancas y dan mate en dos

En ajedrez, un estudio es una posición compuesta, es decir, una posición diseñada a medida en vez de haber sido obtenida a través de una partida real, presentada como un pequeño puzle, en que el objetivo del que soluciona el problema es encontrar un camino para el blanco, para ganar o hacer tablas, según se estipule, contra cualquier serie de movimientos de las negras. 
En la medida que son posiciones compuestas y ofrecen al ajedrecista una tarea específica, los estudios son similares a los problemas de ajedrez en que la estipulación es, por ejemplo, "las blancas dan mate en dos movimientos contra cualquier defensa". Sin embargo, mientras que los problemas a menudo presentan posiciones con apariencia muy artificial, los estudios frecuentemente parece que pueden ocurrir en una partida.
Como en los problemas, para que un estudio se considere bueno tiene que haber únicamente una solución. Se discute si el blanco solamente tiene que tener un movimiento cada vez para conseguir su objetivo, aunque algunos consideran que las alternativas menores (como la elección de mover un caballo b1-c3-b5 o b1-a3-b5) son permisibles.

## Estudios compuestos
Los estudios compuestos son anteriores al ajedrez moderno. Los estudios del Shatranj existían en manuscritos del siglo IX y los primeros tratados de ajedrez moderno como los de Luis Ramírez de Lucena y Pedro Damiano (finales del siglo XV y principios del XVI) también incluyen algunos estudios. Sin embargo, estos estudios a menudo incluyen piezas superfluas, añadidas para hacer que la posición parezca más "jugable", pero que no son parte activa en la solución del estudio (algo que nunca se hace en los estudios modernos).
Se dieron varios nombres a estas posiciones (Damiano, por ejemplo, las llamó "sutilezas"); el primer libro que las llamó "estudios" parece ser Estudios de Ajedrez, una publicación de 1851 de Josef Kling y Bernhard Horwitz, que es considerado por algunos como el punto de partida para los estudios modernos de finales. La forma fue elevada a una forma de arte a finales del siglo XIX, siendo Alexei Alexeievich Troitzky y Henri Rinck particularmente importantes al respecto.
Muchos compositores, incluyendo Troitzky, Rinck y otras famosas figuras como Genrikh Kasparyan son conocidos principalmente por sus estudios, siendo jugadores poco conocidos. Sin embargo, algunos ajedrecistas famosos también han compuesto estudios, siendo Emanuel Lasker, Richard Réti y Jan Timman tal vez los más notables.

## Ejemplos
|       |    |       |    |    |    |    |       |       |  |
|       | a8 | b8    | c8 | d8 | e8 | f8 | g8    | h8 kl |  |
| a7    | b7 | c7    | d7 | e7 | f7 | g7 | h7    |       |  |
| a6 kd | b6 | c6 pl | d6 | e6 | f6 | g6 | h6    |       |  |
| a5    | b5 | c5    | d5 | e5 | f5 | g5 | h5 pd |       |  |
| a4    | b4 | c4    | d4 | e4 | f4 | g4 | h4    |       |  |
| a3    | b3 | c3    | d3 | e3 | f3 | g3 | h3    |       |  |
| a2    | b2 | c2    | d2 | e2 | f2 | g2 | h2    |       |  |
| a1    | b1 | c1    | d1 | e1 | f1 | g1 | h1    |       |  |
|       |    |       |    |    |    |    |       |       |  |

A la derecha se muestra un ejemplo de estudio de Réti, uno de los más famosos estudios de todos los tiempos (publicado en 1922 en Neueste Schachnachrichten y reproducido muchas veces desde entonces). Juegan las blancas y hacen tablas. A simple vista, parece una tarea imposible: si el blanco intenta perseguir al peón negro nunca le podrá capturar (1.Rh7 h4 2.Rh6 h3 etc. es claramente desesperanzador), mientras que es claro que el negro simplemente tomará el peón blanco si intenta promocionar.
El blanco sin embargo puede entablar, tomando ventaja del hecho de que el rey se puede mover en dos direcciones a la vez: hacia el peón negro y hacia el suyo propio. La solución es 1.Rg7! h4 (1...Rb6 2. Rf6! h4 3.Re5! transpone) 2.Rf6! Rb6 (si 2...h3, entonces 3.Re6 h2 4.c7 Rb7 5.Rd7 permite al blanco promocionar su peón) 3.Re5! Ahora, si 3...Rxc6, entonces 4.Rf4 para el peón negro después de todo, mientras si 3...h3 4.Rd6 permite al blanco promocionar su peón. De cualquier manera, el resultado es tablas.  
|       |       |    |       |    |       |    |       |    |  |
|       | a8    | b8 | c8    | d8 | e8    | f8 | g8    | h8 |  |
| a7    | b7    | c7 | d7    | e7 | f7    | g7 | h7 kd |    |  |
| a6    | b6    | c6 | d6 bd | e6 | f6 kl | g6 | h6 bl |    |  |
| a5    | b5    | c5 | d5    | e5 | f5    | g5 | h5    |    |  |
| a4 pd | b4    | c4 | d4    | e4 | f4    | g4 | h4    |    |  |
| a3 pd | b3    | c3 | d3    | e3 | f3    | g3 | h3    |    |  |
| a2 rl | b2    | c2 | d2    | e2 | f2    | g2 | h2    |    |  |
| a1    | b1 bd | c1 | d1    | e1 | f1    | g1 | h1    |    |  |
|       |       |    |       |    |       |    |       |    |  |

No todos los estudios son tan simples como el anterior ejemplo de Réti. El estudio a la derecha fue creado por Genrikh Kasparyan (publicado en el Magyar Sakkélet en 1962). Juegan blancas y hacen tablas. La línea principal es 1.Ta1 a2 2.Re6 Aa3 3.Af4 Ab2 4.Ae5 a3 5.Rd5 Ag6 6.Ad4 Af7+ 7.Re4 Ac4 8.Tg1, pero hay varias alternativas para ambos bandos. Por ejemplo, el blanco podría intentar 1.Af4 en su primer movimiento, con la idea de si 1...Axa2 2.Axd6 y 3.Axa3 es tablas, pero el negro puede refutar esta idea con 1...Axf4 2.Txa3 Ac2, ganando. Para comprender por qué un movimiento funciona y el otro no, se necesita un conocimiento avanzado de ajedrez. De hecho, no será obvio para muchos jugadores que la posición al final de la línea dada es tablas del todo.
El considerado como estudio más famoso de todos los tiempos es la posición Saavedra, en la que un rey y un peón es capaz de ganar a un rey y una torre.
Existen varios métodos de clasificación de los estudios, uno utilizado comúnmente es el sistema indexado GBR.